# 莊尼·積遜
約翰·亞歷克·"莊尼"·積遜（英語：John Alec "Johnnie" Jackson，1982年8月15日—）是一名前英格蘭職業足球員、球隊的領隊，球員時期主要司職左中場，亦可擔任正中場或左閘。現時執教英乙球會AFC溫布頓。

## 生平

### 球會
熱刺
積遜於1999年在老牌球會熱刺開展足球事業，翌年簽署首份職業球員合約，但卻鮮有機會為一隊上陣。2004年2月於英超作客4-2擊敗查爾頓取得1個入球，是他為母會射入的唯一入球。
外借不同球會
逗留在白鹿徑球場期間積遜曾被借用到多支不同的低組別球隊短暫效力，包括外借史雲頓時曾取得兩個入球，其一是在聯賽對諾咸頓時射入，而另外一球是於英格蘭聯賽錦標在修安聯身上取得。他亦曾借用到高車士打，其後更落實正式加盟。積遜於借用到高雲地利時，於對本地死敵西布朗的賽事完場前射入絕殺對而獲得稱賞。
高車士打
2006年夏季熱刺棄用積遜，他隨即以自由身簽約加盟曾在2003年以借用身份短暫效力而剛升上英冠的高車士打。2007年2月他射入加盟後的首個入球，但球隊仍以1-2不敵西布朗。翌季積遜獲選球會的年度最佳球員，但高車士打以墊底成績降班返回英甲。
2008/09年球季積遜於1-1賽和米爾頓凱恩斯後背傷加劇，下半季大部分時間因此而缺陣。
諾士郡
2009年8月積遜轉投位處英乙的諾士郡，於8月22日首次在主場上陣3-0擊敗杜根咸中取得加盟後的首球，直到11月7日在英格蘭足總盃對巴拉福特才取得第二個入球。
外借查爾頓
2010年2月18日積遜被借用到英甲球會查爾頓，為期1個月以填補因傷陣的格兰特·巴塞（Grant Basey）的左閘位置。
查爾頓
2010年7月積遜正式轉投查爾頓，更於同年11月獲選為「英甲每月最佳球員」。
2011/12年球季積遜獲委任為隊長，主力擔任左中場，這個球季他的入球大豐收，整季轟入13球，包括憑自由球射入谢菲尔德雙雄錫周三和錫菲聯，分別各勝1-0為查爾頓取得重要勝仗，協助球隊贏得聯賽冠軍及升班返回英冠。2012年6月29日積遜與球會續約兩年。

## 榮譽
諾士郡
- 英格蘭足球乙級聯賽冠軍（1）：2009/10年；

查爾頓
- 英格蘭足球甲級聯賽冠軍（1）：2011/12年；

## 外部連結
- 足球数据库：莊尼·積遜的球员统计数据
- Colchester United profile
- England profile at the FA